# Ixothraupis
Ixothraupis es un género de aves paseriformes perteneciente a la familia Thraupidae, que agrupa a cinco especies nativas de la América tropical (Neotrópico), donde se distribuyen por América Central y del Sur, desde Costa Rica hasta el norte de Bolivia y sur de la Amazonia brasileña, inclusive Trinidad y Tobago. Estas especies formaban parte hasta recientemente de un amplio género Tangara, de donde fueron separadas en 2016. A sus miembros se les conoce por el nombre común de tangaras.

## Etimología
El nombre genérico femenino Ixothraupis se compone de la palabras griegas «ixos»: muérdago, y «θραυπίς thraupis»: pequeño pájaro desconocido mencionado por Aristóteles, tal vez algún tipo de pinzón; en ornitología thraupis significa «tangara».

## Características
Las aves de este género son un grupo de tangaras de tamaño pequeño, miden entre 11,5 y 13,5 cm de longitud, de coloración general verde o verde amarillento y aspecto moteado o escamado, con excepción de Ixothraupis rufigula, de colores rufo, negro y opalino, pero también con efecto escamado. Habitan en el dosel y en los bordes de selvas húmedas siempre por debajo de los 1700 m s. n. m.

## Taxonomía
Varios estudios filogenéticos recientes demostraron que el género Thraupis estaba embutido dentro del entonces ampliamente definido género Tangara que de esa forma sería polifilético. Las opciones existentes eran: mantener Thraupis y dividir Tangara en otros géneros; o incluir las especies de Thraupis en un Tangara más ampliamente definido de lo que ya era. Para las especies entonces denominadas Tangara punctata, T. guttata, T. xanthogastra, T. varia y T. rufigula, que quedaban aisladas de las llamadas «tangaras verdaderas», Burns et al. (2016) propusieron  resucitar el género Ixothraupis, propuesto por el zoólogo francés Charles Lucien Bonaparte en 1851, con T. punctata como especie tipo. El Comité de Clasificación de Sudamérica (SACC), en la propuesta N° 730 parte 19 optó por la primera alternativa, en lo que fue seguido por el Congreso Ornitológico Internacional (IOC) y Clements checklist/eBird. Otras clasificaciones como Aves del Mundo (HBW), Birdlife International (BLI) y el Comité Brasileño de Registros Ornitológicos (CBRO) optaron por sinonimizar Thraupis con Tangara, con lo cual las cinco especies aquí contenidas conservan su nombre anterior.

## Lista de especies
Según las clasificaciones del IOC y Clements checklist/eBird, el género agrupa a las siguientes especies con el respectivo nombre popular de acuerdo con la Sociedad Española de Ornitología (SEO):
| Imagen | Nombre científico        | Autor                  | Nombre común           | EC (*) |
| ------ | ------------------------ | ---------------------- | ---------------------- | ------ |
|        | Ixothraupis varia        | (Statius Müller, 1776) | tangara manchada       | LC     |
|        | Ixothraupis rufigula     | (Bonaparte, 1851)      | tangara golirrufa      | LC     |
|        | Ixothraupis guttata      | (Cabanis, 1851)        | tangara pintoja        | LC     |
|        | Ixothraupis xanthogastra | (P.L. Sclater, 1851)   | tangara ventriamarilla | LC     |
|        | Ixothraupis punctata     | (Linnaeus, 1766)       | tangara puntosa        | LC     |

(*) Estado de conservación